# Tràquea
|  | Per a altres significats, vegeu «Tràquea (artròpodes)». |

La tràquea o popularment anomenada canya del pulmó, (del grec trakhys, "aspre, rugós") és un òrgan tubular de l'aparell respiratori de caràcter cartilaginós i membranós que va des de la laringe als bronquis. La seva funció és brindar una via oberta a l'aire inhalat i exhalat des dels pulmons.

## Embriologia
En els fetus de l'espècie humana la tràquea s'origina al termini del primer mes de vida intrauterina, a partir de la cara ventral de l'endoderma digestiu primitiu. Cap als 51-54 dies després de la fecundació es formen els anells cartilaginosos traqueals. Els trastorns durant el desenvolupament embrionari de la tràquea són causa de defectes congènits de gravetat variable. La traqueomalàcia és el més prevalent d'ells, afectant a 1:1.500 nens. Es caracteritza per una excessiva colapsabilitat traqueal que pot comportar serioses dificultats respiratòries. L'agenèsia de la tràquea és una condició molt infreqüent i quasi sempre fatal, amb escassíssims casos de supervivència del nadó després d'efectuar-li una complexa intervenció quirúrgica practicable tan sols quan existeix un conjunt de característiques singulars. L'estenosi traqueal congènita pot presentar-se de manera aïllada, en el context d'una síndrome de Down o conjuntament amb diverses malformacions cardìaques. La majoria dels diverticles traqueals tenen el seu origen en una anomalia de la diferenciació endodèrmica del cartílag de l'òrgan durant la sisena setmana de la vida fetal i acostumen a ser detectades incidentalment.

## Anatomia
És un conducte d'uns 12 cm de longitud i 2 cm de diàmetre, constituït per una sèrie de 16-20 cartílags hialins anulars incomplets, en forma de C, units per darrere per fibres musculars. La part oberta de la C és una superfície plana. Aquesta forma, que li dona consistència i flexibilitat alhora, és per a evitar així els frecs amb l'esòfag quan per aquest passen aliments i per a permetre que la tràquea sempre estigui oberta, ja que està situada davant d'ell. Té dues porcions topogràficament diferenciades: cervical i toràcica. La cervical s'estén des del marge inferior del cricoide, a l'alçada de la vèrtebra C6, fins un pla horitzontal que passa pel marge superior de l'estern, a nivell de D2. La porció toràcica ocupa sempre un pla medial amb relació a l'esòfag. Va des del marge superior de l'estern fins a la bifurcació de la tràquea en els bronquis dret i esquerre, ubicada enfront de D5. Al mig de la bifurcació existeix una petita prominència cartilaginosa corbada en sentit antero-posterior, anomenada carina traqueal. Quan les fibres musculars posteriors es contrauen, al tossir per exemple, el diàmetre de la tràquea disminueix i augmenta la pressió intratoràcica.
Les traqueotomies es practiquen en la porció cervical, efectuant una obertura entre els anells traqueals segon i tercer. Rarament, després d'aquest procediment quirúrgic o d'una intubació perllongada apareix com a seqüela iatrogènica una estretor patològica de la tràquea.

## Histologia

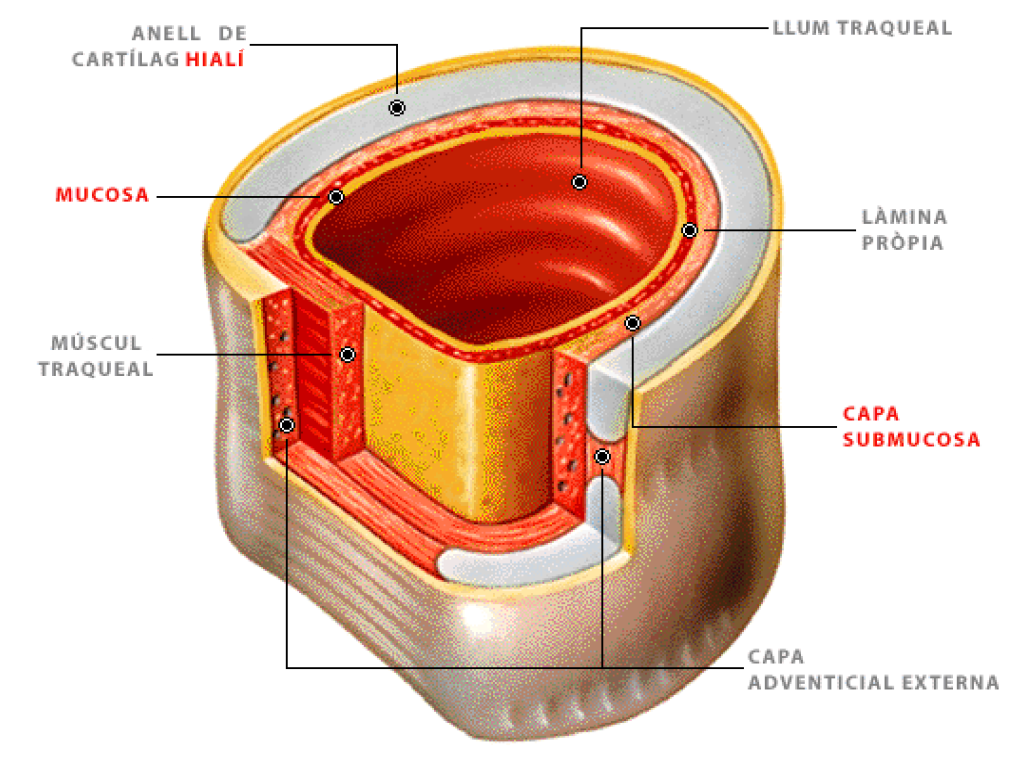
Estructura d'un anell traqueal

La histologia d'aquest òrgan mostra diverses capes des de la seva llum fins a la profunditat de la paret. En contacte amb el diàmetre interior del tub es troba la mucosa, formada per epiteli pseudoestratificat ciliat amb cèl·lules ciliades que tenen uns 200 cilis cadascuna, cèl·lules caliciformes i basals i acumulacions de teixit limfoide associat a les mucoses (MALT) distribuïdes de forma difusa, que donen a la tràquea una funcionalitat immunitària cel·lular i humoral específica). Les ciliades són les cèl·lules més abundants i s'encarreguen de desplaçar el moc i qualsevol partícula estranya existent en aquesta capa cap a la laringe. La mucosa descansa sobre la làmina pròpia, més gruixuda que la d'altres epitelis, rica en fibres elàstiques i vasos sanguinis. Per sota de la mucosa hi ha la submucosa, constituïda per teixit conjuntiu lax amb abundants glàndules seromucoses, fibres elàstiques i un infiltrat adipocitari. La capa més profunda correspon al cartílag hialí, eosinòfil (a les tincions té apetència per l'eosina) i envoltat per pericondri.

## Patologia tumoral
El càncer d'aquesta estructura és inusual (~1 cas/500.000 individus) i té una incidència molt 
més baixa que la del bronquial. Acostuma a ser un carcinoma de cèl·lules escatoses produït pel tabaquisme. El carcinoma adenoide quístic traqueal primari es veu poques vegades i els tumor malignes primaris de la beina dels nervis perifèrics de la tràquea són raríssims. Altres tipus de càncer originats en òrgans veïns, com ara els pulmons, l'esòfag o la glàndula tiroide poden metastatitzar la tràquea o envair-la per continuïtat. Entre les neoplàsies benignes traqueals figuren els hamartomes els schwannomes i els papil·lomes. Els adenomes pleomòrfics de la tràquea són molt rars.

## Lesions traumàtiques
No són gaire freqüents. Acostumen a ser produïdes per una contusió directa, una forta pressió sobre l'òrgan (estrangulació, aixafament de la zona superior del tòrax) o una ferida tallant o penetrant. Els danys inclouen laceracions, hematomes, avulsions i dislocacions o fractures dels cartílags traqueals. En alguns accidents de trànsit, les forces d'acceleració-desacceleració poden arribar a trencar transversalment la tràquea.